# Cimitero ebraico di Varsavia
Il cimitero ebraico di Varsavia è situato in ulica Okopowa a Varsavia adiacente al Cimitero Powązki, lo storico cimitero cristiano della città.
È uno dei più grandi cimiteri ebraici d'Europa. Fondato nel 1806 vi si trovavano circa 250.000 tombe su una superficie di 33 ettari. Ne rimangono circa 150.000 la più antica delle quali è datata 1809. Vi si trovano inoltre molte tombe collettive di residenti del ghetto di Varsavia uccisi durante l'occupazione nazista. Chiuso durante la seconda guerra mondiale una piccola sezione di esso è ancora attiva per la comunità ebraica di Varsavia.
All'interno del cimitero si trovava anche una sinagoga.
Vi sono sepolti, fra gli altri:
- Szymon Askenazy, storico, diplomatico e uomo politico
- Marek Edelman, cardiologo, politico e figura di spicco nella rivolta del ghetto di Varsavia
- Simon Winawer, scacchista
- Ludwik Lejzer Zamenhof, esperantista

Tra i memoriali quello dei partigiani dell'Unità Mordechaj Anielewicz della Gwardia Ludowa e il memoriale dei bambini – Vittime dell'Olocausto.